# 林文程
林文程（1956年2月12日—），臺灣政治人物、國際政治學者，台南縣七股鄉人，政大外交系學、碩士、美國塔夫茨大學佛萊契爾法律外交學院碩、博士畢業，為基層領事人員、新聞行政人員出身，現任監察委員、國立中山大學亞太所兼任特聘教授，曾任國立中山大學社科院長、國安會諮委、外交部諮委、海基會監事、美國蘭德公司訪問學者、《波士頓通訊》主編、臺灣民主基金會執行長、亞太和平研究基金會執行長、國策研究院執行長、國立中山大學中山所長、國立中山大學陸研所長、國立中山大學美國中心主任、國立中山大學宿舍調配委員、國立中山大學經費稽核委員等職，是前總統府國策顧問、陸委會主委張京育提攜的學生。

## 生平
林文程曾是外交領事人員，從事學術工作後擔任過波士頓通訊主編、台灣經濟研究院兼任副研究員、台灣綜合研究院戰略與國際問題研究所兼任研究員、國立交通大學、三軍大學戰爭學院地緣政治兼任副教授、文化大學、中央警察大學、高雄醫學大學兼任教授、國立中山大學美國中心主任、國立中山大學日本研究中心主任、國立中山大學社會科學院院長等職。林文程為陳水扁政府重要的幕後決策人士，2003年被任命為國家安全會議諮詢委員，2006年至2010年擔任臺灣民主基金會執行長。學術專長為國際、亞太安全、兩岸談判、中共、美國外交政策。著作多篇學術論文外，專書尚有《中共談判的理論與實務：兼論台海兩岸談判》（2000年，麗文文化），為研究中共談判之經典著作。

## 外部連結
- 國立中山大學中國與亞太區域研究所 林文程檔案 （页面存档备份，存于）